# 霍恩巴赫峰

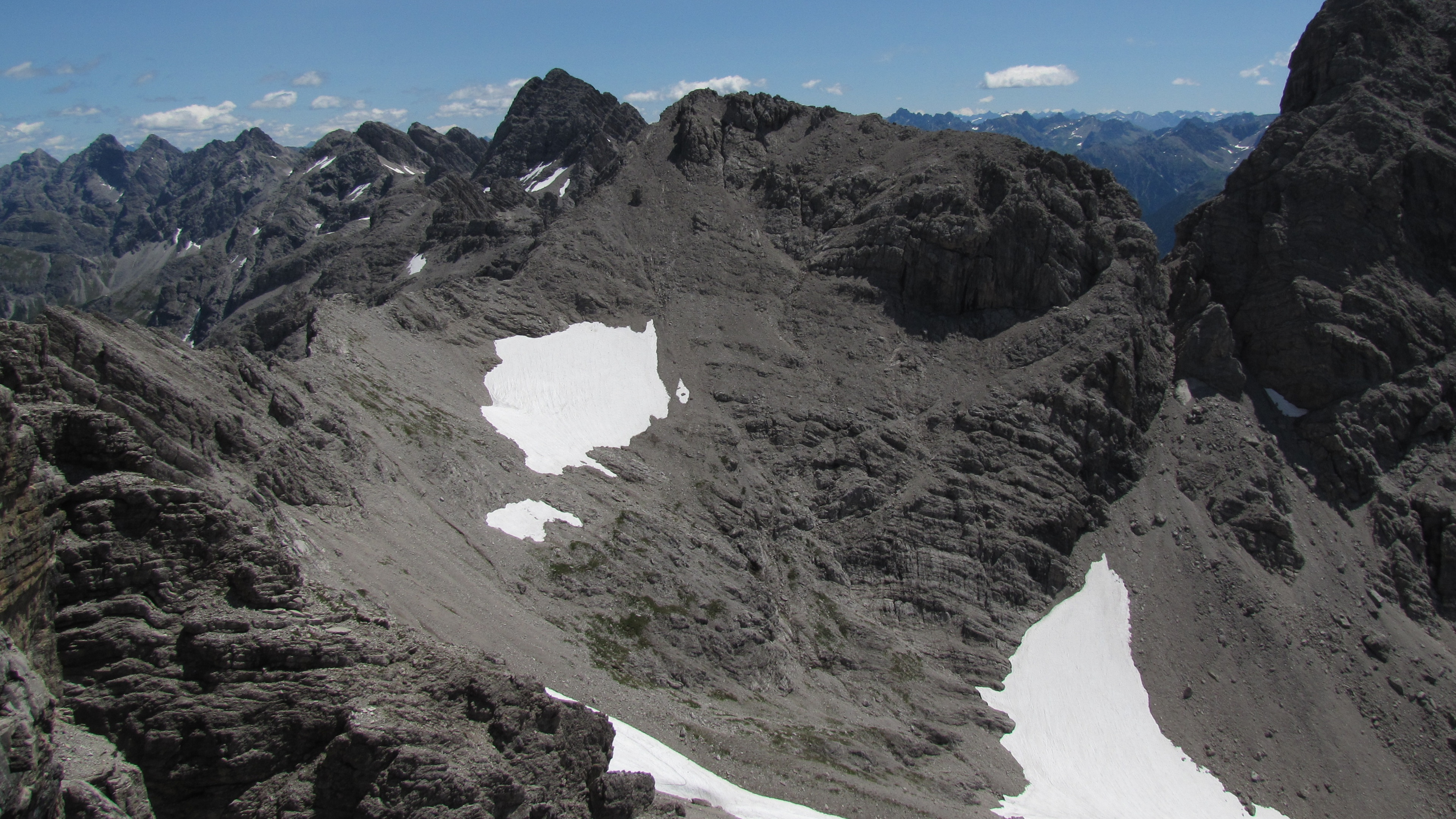

47°19′02″N 10°21′24″E / 47.317182°N 10.356791°E
霍恩巴赫峰（德語：Hornbachspitze），是奧地利的山峰，位於該國西部，由蒂羅爾州負責管轄，屬於阿爾高阿爾卑斯山脈的一部分，距離大克羅滕山0.3公里，海拔高度2,533米，每年平均降雨量1,730毫米。